# Marian Dumitriu
Marian Dumitriu (n. 5 ianuarie 1952, București) este un fost deputat român în legislatura 1992-1996, ales în județul Teleorman pe listele partidului PDSR.

## Legături externe
- Marian Dumitriu Arhivat în 5 ianuarie 2023, la Wayback Machine. pe site-ul Camerei Deputaților